# Nina Oerdang
Nina Jegorovna Oerdang (Russisch: Нина Егоровна Урданг; meisjesnaam: Воропаева; Voropajeva) (Moskou, 3 november 1924 - Moskou, 1994) was een basketbalspeler van het nationale damesteam van de Sovjet-Unie. Ze werd Meester in de sport van de Sovjet-Unie in 1952.

## Carrière
Oerdang begon haar carrière bij  Lokomotiv Moskou in 1944. In 1955 stapte ze over naar Stroitel Moskou. Bij deze twee clubs werd één keer tweede om het Landskampioen van de Sovjet-Unie in 1949. Ook werd ze vijf keer derde in 1947, 1948, 1950, 1951 en 1957. Als speler voor het nationale team van de Sovjet-Unie won ze één keer goud op het Europees kampioenschap in 1952. In 1957 stopte ze met basketballen.

## Erelijst
- Landskampioen Sovjet-Unie:
  - Tweede: 1949
  - Derde: 1947, 1948, 1950, 1951, 1957
- Europees Kampioenschap: 1
  - Goud: 1952